# Jaume Costa
Jaume Vicent Costa Jordá (Valencia, 18 de marzo de 1988), más conocido como Jaume Costa, es un futbolista español que juega en la posición de defensa para el Albacete Balompié de la Segunda División de España.

## Trayectoria
Se formó en las categorías inferiores del Valencia C. F., llegando al Valencia C. F. Mestalla. 
Fue titular indiscutible en el equipo, llegando a ser decisivo en el ascenso a Segunda División B en la campaña 2007-08, donde el equipo logró la segunda posición en la Tercera División.
En la temporada 2008-09 debutó con el primer equipo del Valencia C. F. en la Copa de la UEFA contra el Club Brujas en Mestalla.
En la temporada 2009-10 se fue cedido al Cádiz C. F. de segunda división.
En la temporada 2010-11 rescindió su contrato con el Valencia C. F. y se fue libre al Villarreal C. F., donde jugó con el filial en segunda división, siendo titular indiscutible tanto para Javi Gracia como para José Francisco Molina, logrando la salvación en la categoría.
Tras un par de temporadas con el filial, en verano de 2012, ascendió al primer equipo, con el que consiguió el ascenso a la Primera División. En su campaña de debut fue un fijo para Marcelino García Toral en el lateral izquierdo, ganándole la partida a uno de los fichajes de la temporada, el esloveno Bojan Jokic.
Fueron pasando las temporadas y consiguió convertirse en uno de los pilares fundamentales del equipo, favorito de la afición y capitán del submarino amarillo.[cita requerida]
En agosto de 2019 regresó al Valencia C. F. nueve años después tras llegar a un acuerdo con el Villarreal para su cesión por una temporada.
Tras poner punto final a su etapa en el Villarreal C. F. al finalizar la temporada 2020-21, se comprometió con el R. C. D. Mallorca por dos años. Finalmente estuvo tres campañas en las que disputó 95 partidos y ayudó a conseguir en todas ellas la permanencia y alcanzar la final de la Copa del Rey en la última. Entonces continuó su carrera en el Albacete Balompié, equipo con el que firmó por una temporada.

## Estadísticas
Actualizado al último partido disputado el 1 de junio de 2025.
| Club                             | Div.          | Temporada     | Liga  | Liga  | Copas nacionales | Copas nacionales | Copas internacionales | Copas internacionales | Total | Total |
| Club                             | Div.          | Temporada     | Part. | Goles | Part.            | Goles            | Part.                 | Goles                 | Part. | Goles |
| -------------------------------- | ------------- | ------------- | ----- | ----- | ---------------- | ---------------- | --------------------- | --------------------- | ----- | ----- |
| Valencia C. F. Mestalla · España | 2.ª B         | 2008-09       | 35    | 0     | —                | —                | —                     | —                     | 35    | 0     |
| Valencia C. F. Mestalla · España | Total club    | Total club    | 35    | 0     | 0                | 0                | 0                     | 0                     | 35    | 0     |
| Valencia C. F. · España          | 1.ª           | 2008-09       | 0     | 0     | 0                | 0                | 1                     | 0                     | 1     | 0     |
| Cádiz C. F. · España             | 2.ª           | 2009-10       | 15    | 0     | 0                | 0                | —                     | —                     | 15    | 0     |
| Cádiz C. F. · España             | Total club    | Total club    | 15    | 0     | 0                | 0                | 0                     | 0                     | 15    | 0     |
| Villarreal C. F. "B" · España    | 2.ª B         | 2010-11       | 36    | 1     | —                | —                | —                     | —                     | 36    | 1     |
| Villarreal C. F. "B" · España    | 2.ª B         | 2011-12       | 29    | 2     | —                | —                | —                     | —                     | 29    | 2     |
| Villarreal C. F. "B" · España    | Total club    | Total club    | 65    | 3     | 0                | 0                | 0                     | 0                     | 65    | 3     |
| Villarreal C. F. · España        | 1.ª           | 2011-12       | 6     | 0     | 1                | 0                | 0                     | 0                     | 7     | 0     |
| Villarreal C. F. · España        | 2.ª           | 2012-13       | 32    | 0     | 1                | 0                | —                     | —                     | 33    | 0     |
| Villarreal C. F. · España        | 1.ª           | 2013-14       | 30    | 1     | 2                | 0                | —                     | —                     | 32    | 1     |
| Villarreal C. F. · España        | 1.ª           | 2014-15       | 29    | 1     | 7                | 0                | 7                     | 0                     | 43    | 1     |
| Villarreal C. F. · España        | 1.ª           | 2015-16       | 18    | 1     | 1                | 0                | 8                     | 0                     | 27    | 1     |
| Villarreal C. F. · España        | 1.ª           | 2016-17       | 31    | 1     | 1                | 0                | 3                     | 0                     | 35    | 1     |
| Villarreal C. F. · España        | 1.ª           | 2017-18       | 30    | 0     | 1                | 0                | 5                     | 0                     | 36    | 0     |
| Villarreal C. F. · España        | 1.ª           | 2018-19       | 21    | 1     | 2                | 0                | 6                     | 0                     | 29    | 1     |
| Valencia C. F. · España          | 1.ª           | 2019-20       | 19    | 0     | 3                | 0                | 3                     | 0                     | 25    | 0     |
| Valencia C. F. · España          | Total club    | Total club    | 19    | 0     | 3                | 0                | 4                     | 0                     | 26    | 0     |
| Villarreal C. F. · España        | 1.ª           | 2020-21       | 14    | 0     | 3                | 1                | 8                     | 0                     | 25    | 1     |
| Villarreal C. F. · España        | Total club    | Total club    | 211   | 5     | 19               | 1                | 37                    | 0                     | 267   | 6     |
| R. C. D. Mallorca · España       | 1.ª           | 2021-22       | 25    | 0     | 3                | 0                | ―                     | ―                     | 28    | 0     |
| R. C. D. Mallorca · España       | 1.ª           | 2022-23       | 32    | 0     | 1                | 0                | ―                     | ―                     | 33    | 0     |
| R. C. D. Mallorca · España       | 1.ª           | 2023-24       | 30    | 0     | 4                | 0                | ―                     | ―                     | 34    | 0     |
| R. C. D. Mallorca · España       | Total club    | Total club    | 87    | 0     | 8                | 0                | 0                     | 0                     | 95    | 0     |
| Albacete Balompié · España       | 2.ª           | 2024-25       | 14    | 0     | 0                | 0                | ―                     | ―                     | 14    | 0     |
| Albacete Balompié · España       | Total club    | Total club    | 14    | 0     | 0                | 0                | 0                     | 0                     | 14    | 0     |
| Total carrera                    | Total carrera | Total carrera | 446   | 8     | 30               | 1                | 41                    | 0                     | 517   | 9     |
| 1. 2.                            |               |               |       |       |                  |                  |                       |                       |       |       |

## Palmarés

### Campeonatos internacionales
| Título                 | Club             | Sede   | Año  |
| ---------------------- | ---------------- | ------ | ---- |
| Liga Europa de la UEFA | Villarreal C. F. | Gdansk | 2021 |